# Kala Patthar
Der Kala Patthar ist ein Berg im Mahalangur Himal in der Region Khumbu im Südosten Nepals.

## Geographie
Er ist eigentlich ein Vorgipfel des Pumori. In direkter Nachbarschaft befinden sich Mount Everest, Lhotse, Nuptse und Lingtren, weshalb er eines der beliebtesten Trekkingziele im Khumbu ist.
Die Bezeichnung Kala Patthar bedeutet „Schwarzer Stein“. Da er lediglich 5675 m hoch ist, zählt er in Nepal offiziell nicht zu den Bergen. Von Reiseagenturen wird für die Besteigung oft der etwas niedrigere Südgipfel (5545 m) gewählt.

## Aufstieg
Von der letzten dauerhaft bewohnten Ortschaft vor dem Everest Base Camp, Gorak Shep, ist der Gipfel in einem etwa zweistündigen Aufstieg zu erreichen. Von der Kuppe hat man eine gute Aussicht auf die Westseite des Mount Everest, in die Nordwand und Südwestwand sowie auf den Westgrat.